# Nethinius seyrigi
Nethinius seyrigi là một loài bọ cánh cứng trong họ Cerambycidae.